# تی‌پی‌وی تکنالوجی
تی‌پی‌وی تکنالوجی (چینی: 冠捷科技; پین‌یین: Guànjié Kējí) (به انگلیسی: TPV Technology) (به صورت رسمی تی‌پی‌وی) یک شرکت چندملیتی سازنده قطعات الکترونیکی است که دفتر مرکزی آن در هنگ کنگ، جمهوری خلق چین واقع شده‌است. این شرکت بزرگترین تولیدکننده نمایشگر در جهان است. تی‌وی‌پی انواع گوناگونی از نمایشگرهای CRT و  TFT LCD  با نام برند فیلیپس را برای توزیع جهانی به تولید می‌رساند.

## خدمات
تی‌پی‌وی تولیدکننده نمایشگر کاتدی (CRT)، نمایشگر ال‌سی‌دی و تلویزیون‌های ال‌سی‌دی استs. تی‌پی‌وی در مجموع، ظرفیت تولید ماهانه ۶٫۱ میلیون نمایشگر را دارد. این شرکت شامل پنج کارخانه در کشور چین، دو کارخانه در کشور برزیل و در کشورهای لهستان و روسیه، یک کارخانه می‌باشد.